# Амирджан, Беглар Богданович
Беглар Богданович Амирджан (наст. фамилия: Амирджаньянц, наст. отчество: Аствацатурович; 2 [14] июня 1868, Тифлис — 1937, Тбилиси) — оперный певец, камерный певец, артист.

## Обучение и карьера
Родился в семье ремесленника. В 1885 году окончил Нерсисянскую семинарию, после окончания руководил хором. Выступал с сольными концертами. В 1886 году выступил в армянской церки в Петербурге, по приглашению композитора М. Екмаляна. Благодаря этому в том же году был принят на бесплатное обучение Петербургскую консерваторию (кл. С. Габеля; по нек-рым источ. — К. Эверарди). После Петербургской консерватории продолжил обучение вокалу в Милане в период с 1891 по 1894 года. В 1894 году успешно выступил в Венеции, где дебютировал в партии Валентина в опере «Фауст». После давал концерты в Турине, Генуе и Милане (в «Ла-Скала»). В 1895 году выступал в Москве с театром «Новый Эрмитаж» от Итальянской оперы. В 1896 году дебютировал в партии Амонасро, после чего был приглашен в солисты Большого театра. Позднее в 1914 году по его инициативе на московской сцене была поставлена опера «Демон», где солистом и с заглавной ролью выступил сам певец. Вся опера была на армянском языке. Репертуар певца включал св. 50 партий (не только баритоновые, но и басовые). Как актёр успешно дебютировал в фильме Shaqiri (Rote Fane) (Volter) — (1932).

## Лучшие партии
- Руслан («Руслан и Людмила» М. Глинки)
- Князь Игорь (одноим. опера А. Бородина)
- Иван Грозный («Псковитянка» Н. Римского-Корсакова)
- Борис Годунов (одноим. опера М. Мусоргского)
- Кирилл Троекуров («Дубровский» Э. Направника)
- Князь Елецкий («Пиковая дама» П. Чайковского)
- Василий Леонтьевич Кочубей («Мазепа» П. Чайковского)
- Фигаро («Севильский цирюльник» Дж. Россини)
- Мефистофель («Фауст» Ш. Гуно)
- Марсель («Богема» Дж. Пуччини)
- Эскамилио («Кармен» Ж. Бизе),
- Риголетто (одноим. опера Дж. Верди)
- Яго («Отелло» Дж. Верди)
- Амонасро («Аида» Дж. Верди)
- Нелюско («Африканка» Дж. Мейербера)
- Вольфрам фон Эшенбах («Тангейзер» Р. Вагнера).[2]

Чаще всего выступал в оперных театрах следующих городов:
- в Перми (1899—1900, 1902)
- Иркутске (1900—1901)
- Ростове-н/Д, Одессе (1901)
- Н. Новгороде (1901; здесь выступал с Ф. Шаляпиным в «Князе Игоре»)
- Казани (1901—1902)
- Саратове (1902)
- Воронеже, Тифлисе, Баку, Симферополе, Астрахани (1902)
- Киеве (1903)
- Харькове, Москве (т-р «Аквариум», 1903)
- Петербурге (1904—1916, Нар. дом)

## Педагогическая деятельность
С 1913 вел курсы пения в Петербурге, с 1916 начал преподавать в Тифлисе. В 1921 по инициативе Амирджана были организованы пять народных музыкальных школ, в одной из которых он до 1932 был заведующим и учителем пения.